# Sœurs du Divin Rédempteur
Les sœurs du Divin Rédempteur (en latin : Congregatio Sororum a Divino Redemptore) sont une congrégation religieuse féminine enseignante et hospitalière de droit pontifical.

## Historique
En 1863, l'évêque du diocèse de Győr, János Simor, demande aux sœurs du Très Saint Sauveur de Vienne d'envoyer des religieuses à Sopron pour s'occuper des enfants de l'orphelinat local. La communauté hongroise se sépare rapidement de la maison mère, créant une congrégation indépendante ; en 1868, l'évêque János Zalka leur donne de nouvelles constitutions religieuses. Les sœurs se répandent rapidement en Hongrie et aux États-Unis où une province est établie en 1923. 
Entre 1949 et 1950, avec l'avènement du régime communiste, les religieuses de Hongrie et de Slovaquie sont dispersées et leurs biens confisqués, ne restant que les provinces autrichiennes et américaines. 
La congrégation reçoit le décret de louange le 3 juin 1913 et ses constitutions sont définitivement approuvées par le Saint-Siège le 2 juillet 1940.

## Activités et diffusion
Les sœurs se consacrent à l'enseignement et au soin des malades.
Elles sont présentes en :
- Europe : Hongrie, Italie, Slovaquie, Ukraine.
- Amérique : États-Unis.
- Afrique : Cameroun.

La maison généralice est à Rome.
En 2017, la congrégation comptait 310 religieuses dans 33 maisons.